# Stella Maris Olalla
Stella Maris Elisa Olalla (Diamante, 7 de marzo de 1943) es una docente y política argentina de la Unión Cívica Radical, que se desempeña como senadora nacional por la provincia de Entre Ríos desde 2019.

## Biografía
Nació en 1943 en Diamante (Entre Ríos). Se recibió de maestra normal de nivel primario y de profesora de lengua, literatura y latín en nivel medio y terciario, ejerciendo la docencia en Nogoyá. También fue rectora de un colegio de la ciudad de Paraná.
En política, adhirió a la Unión Cívica Radical (UCR) siendo tesorera del partido en la ciudad de Paraná e integrando el comité provincial y la Convención Nacional de la UCR. Durante la primera gobernación de Sergio Montiel (1983-1987), fue funcionaria del Ministerio de Educación entrerriano, en la Dirección de Enseñanza Media, Especial y Superior. Entre 1995 y 2010 desempeñó diversos cargos dentro del bloque de la UCR en la Cámara de Senadores de Entre Ríos, como prosecretaria y secretaria del bloque, así como secretaria coordinadora de la Cámara entre 1999 y 2003.
En las elecciones legislativas de 2019, fue elegida senadora nacional por la provincia de Entre Ríos, en el segundo lugar de la lista de Juntos por el Cambio encabezada por Alfredo de Angeli, que obtuvo el 45,59% de los votos.
Se desempeña como vicepresidenta de la comisión de Educación y Cultura e integra como vocal las comisiones de Asuntos Administrativos y Municipales; de Derechos y Garantías; de Sistemas, Medios de Comunicación y Libertad de Expresión; de Población y Desarrollo Humano; de Ciencia y Tecnología; y de Banca de la Mujer. Votó a favor de la Ley de Interrupción Voluntaria del Embarazo de Argentina, que legalizó el aborto en el país. Antes de la votación, no había hecho pública su decisión, figurando como «indecisa» en la prensa.